# Дагджи Абдулла Сейдаметович
Дагджи Абдулла Сейдаметович (1900, Корьбекуль, Таврійська губернія — 26 червня 1943, Сімферополь) — керівник підпільної організації в Сімферополі. Відомий під псевдонімом «дядя Володя». Розстріляний нацистами. Після смерті його двічі (у 1943 та 1966 роках) висували до звання Героя Радянського Союзу, але жодна з цих кандидатур не була прийнята радянським урядом.

## Життєпис
Народився в 1900 році в селі Корьбекуль Ялтинського повіту.
Закінчив партійну школу (1924). Працював у партійних та радянських органах. Був одним із керівників винного заводу «Масандра». У 1932 році був обраний секретарем парткому Балаклавського району. Після цього працював головою виконкому Ялтинського району.
З наближенням нацистських військ до Криму займався евакуацією населення району і розвитком підпільної мережі. Незадовго до наближення німців до Сімферополя разом із сім'єю перебрався в село Стиля. Звідти, разом із членами сімей соратників, вирушив до Севастополя, щоб приєднатися до частин Червоної армії, що відступали. Поблизу Ялти вони потрапили в оточення і вимушено пішли в гори, приєднавшись до загону партизанів під командуванням колишнього начальника відділу міліції Бахчисарая Сеїтхаліля Меметова. Через деякий час партизанський штаб поставив перед Дагджи та його сестрою завдання — взяти в полон старосту села Озенбаш, яке вони успішно виконали.
У вересні 1942 року командування північного з'єднання партизанів направило Дагджи з групою з десяти партизанів, включаючи сестру Зеру, до Сімферополя для створення підпільної організації. Дагджи тоді взяв псевдонім «дядя Володя». Штаб підпільників розташовувався за три кілометри від міста в селі Кара-Кіят.
Підпільна організація «дяді Володі» була однією з найбільших на півострові. Влаштовувала диверсії на залізницях і військових об'єктах окупанта, постачала партизанів, добувала розвіддані. До підпільної роботи вдалося залучити працівників госпіталю, театру, низки підприємств, добровольчих підрозділів, поліції і Татарського комітету Ялти. Організації вдалося зібрати 20 тисяч рублів і відправити їх у тил на будівництво літака.
Організація діяла самостійно, аж до травня 1943 року, коли інші партизанські групи встановили з нею зв'язок. Партизанським командуванням перед Дагджи було поставлено завдання: почати роботу насамперед у середовищі кримських татар. «Важливою ділянкою пропагандистської та організаційної діяльності є робота серед татарського населення, в їхніх поліцейських батальйонах, у каральних загонах — виривати татар з-під впливу фашистів», — з листа командування, травень 1943 року. До співпраці підпільникам вдалося залучити молодшого офіцера, командира роти 147-го батальйону шуцманшафту Бакі Газієва. Його діяльність зірвала блокаду партизанського аеродрому, за що його роту було розформовано. Газієв також влаштував вибух снарядів під Мар'янівкою, після чого його викрили, і він змушений був утекти в ліс
В організації складалося 35 осіб (за іншими даними — 78 осіб), включаючи родичів Абдулли Дагджи. За даними Кримськотатарської енциклопедії Рефіка Музафарова група на 2/3 складалася з кримських татар.
Залишається джерелом суперечок щодо того, як було розпато угруповання Дагджи. Згідно з мемуарами партизанки Галини Скрипніченко-Коровяковської «Довгий шлях до правди», партизанська група розпалася після того, як один з її членів був заарештований службою безпеки та видав інформацію німецькій владі. Однак, за іншими джерелами, організацію знищили зсередини дві пронімецькі шпигунки, Зоя Мартинова та Тетяна Андреєва. 12 червня 1943 року було заарештовано Дагджи та членів його сім'ї. 26 червня 1943 року нацисти стратили Дагджи через повішення. Частину інших учасників організації також повісили, частина померла під час тортур, а частину розстріляли в радгоспі «Червоний».

## Пам'ять
Кримський Обком ВКП(б) подавав у ДКО документи на присвоєння Дагджи звання Героя Радянського Союзу, проте звання присвоєно не було. У 1966 році 24 активісти кримськотатарського руху підписали лист до Президії Верховної Ради СРСР з клопотанням про присвоєння Дагджи звання Героя Радянського Союзу, цього разу разом із партизанською розвідницею Аліме Абденановою (якій пізніше у 2014 році було присвоєно звання Героя Російської Федерації). Знову висування кандидатури було невдалим, цього разу в результаті чого згадані інтелектуали, багато з яких були прихильниками руху за громадянські права кримських татар, були зареєстровані радянським урядом як дисиденти.
1998 року вулиця в мікрорайоні Кам'янка в Сімферополі, де селилися кримські татари, які повернулися з депортації, була названа ім'ям Абдулли Дагджи, ще одна вулиця названа в його честь у селі Мирному.
У радгоспі «Червоний» було створено обеліск, проте без зазначення імен загиблих. На мармуровій плиті написано: «Комуністам, комсомольцям, які загинули від звірячої розправи німецьких фашистів — від комсомольців Сімферопольського району».
У 2017 році Рада старійшин кримських татар Алушти звернулася до окупаційних Голови Республіки Крим Сергія Аксьонова та голови адміністрації Алушти Галини Огнєвої з проханням увічнити пам'ять Дагджи та членів його організації, встановивши меморіальну плиту в селі Ізобільне.
У 2019 році в селі Добрушине пройшов турнір з боротьби самбо пам'яті Абдулли Дагджи.